# Melaleuca cajuputi
Melaleuca cajuputi là một loài thực vật có hoa trong Họ Đào kim nương. Loài này được Powell mô tả khoa học đầu tiên năm 1809.

## Hình ảnh

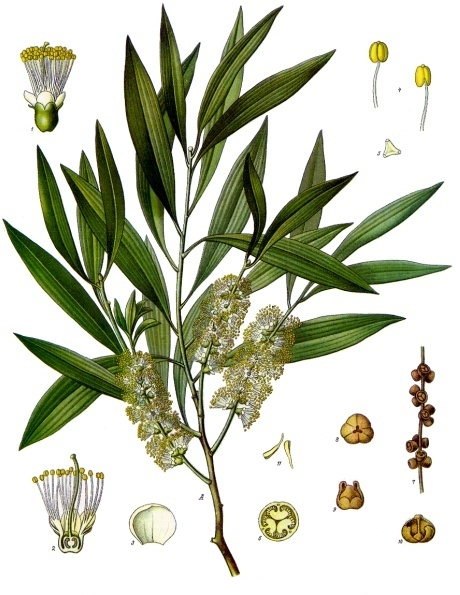
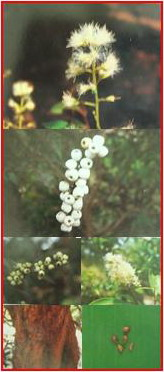